# Еспенбетов, Арап Слямович
Арап Слямович Еспенбетов (каз. Арап Сләмұлы Еспенбетов; род. 4 марта 1945, с. Карааул) — советский и казахстанский доктор филологических наук, профессор, «Отличник народного просвещения Казахской ССР», «Почетный работник образования республики Казахстан», Заслуженный деятель РК.

## Биография
Арап Слямович родился 4 марта 1945 года в селе Карааул Абайского района Семипалатинской области (Казахстан). С 1961 по 1965 годы учился на историко-филологического факультете Семипалатинского государственного педагогического института. После получения высшего образования на протяжении года служил в рядах Вооруженных сил Советской Армии.
В 1967 году начал свою преподавательскую деятельность в Семипалатинском государственном педагогическом институте.
С 1972 года по 1975 годы обучался в аспирантуре Казахского государственного университета, после чего защитил кандидатскую диссертацию на тему «Лирика Султанмахмута Торайгырова» под руководством профессора Бейсенбая Кенжебаева
В 1978 году занял должность декана филологического факультета Семипалатинского государственного педагогического института. С 1979 года — доцент.
В 1989—1991 работал старшим научным сотрудником.
В 1993 году защитил докторскую диссертацию на тему «Творческая биография Султанмахмута Торайгырова»
В 1992 году был избран деканом факультета казахской филологии и должности заведующим кафедрой истории казахской литературы.
В 1993 был назначен проректором по учебной работе Семипалатинского государственного педагогического института, тогда же был избран в состав редакции областной газеты «Үш анық» и начал работать в составе городской ономастической комиссии.
В 1994 году Арапу Слямовичу было присвоено ученое звание профессора. В этом же году был включен в состав редколлегии республиканского журнала «Абай».
В 1995 году назначается деканом гуманитарного факультета государственного университета «Семей», заведующим кафедрой казахской литературы.
В 1998 году назначен на должность ректора Семипалатинского университета имени М.Ауэзова (гуманитарного института).
— 2001 — утвержден в состав Совета по защите докторских диссертаций при ЕНУ имени Л.Гумилева.
— 2006 — главный редактор научного издания «Вестник Семипалатинского университета имени М. О. Ауэзова».
— 2007 — директор научно-исследовательского центра «М. О. Ауэзов и абаеведение» при Семипалатинском университете имени М.Ауэзова.
— 2008 — член редакционной коллегии энциклопедии «Шакарим»
— 2008 — декан гуманитарного факультета Семипалатинского государственного университета имени Шакарима.
— 2008 — член редакционной коллегии журнала «Вестник Семипалатинского государственного университета имени Шакарима».
— 2009 — член редакционной коллегии республиканского научно-методического журнала «Қазақ әдебиеті және мемлекеттік тіл».
— 2010 — член редакционной коллегии энциклопедии «Сұлтанмахмұт Торайғыров».
— 2010 — член редакционной коллегии энциклопедии «Мәшһүр Жүсіп Көпейұлы».
— 2010 — член редколлегии журнала «Вестник музея Абая»
— 2011, февраль — первый проректор, советник ректора — руководитель аппарата Семипалатинского государственного университета имени Шакарима.
— 2011, сентябрь — декан гуманитарно — юридического факультета Семипалатинского государственного университета имени Шакарима.
— 2011 — член редколлегии серии «Библиотека Алтай — Ертис»
— 2013 — член редколлегии журнала «Отыкен»
— 2013 — директор Высшей школы педагогики государственного университета им. Шакарима г. Семей
— 2015 — советник ректора Семипалатинского государственного университета имени Шакарима
— 2021 —  руководитель НИЦ  "Абай и национальная духовность" НАО "Университет имени Шакарима г. Семей"

## Награды
- знак «Отличник народного просвещения Казахской ССР» (1987)
- благодарственное письмо Президента республики Казахстан Н.Назарбаева (2001)
- «Почетный работник образования Республики Казахстан» (2004)
- «Лучший преподаватель вуза» (2010)
- заслуженный деятель Казахстана (2012)
- медаль «Қазақстан Республикасының тәуелсіздігіне 20 жыл» (2011)
- знак «За заслуги в развитии науки Республики Казахстан» (2011)
- почетный гражданин Абайского района (2015)
- почетный гражданин г. Семей (2017)
- награжден орденом «Парасат» (2019)
- почетный профессор Alikhan Bokeikhan University (27.08. 2021)
- почетный профессор Университета им Шакарима г.Семей (25.02.2022)
- Награжден орденом имени А. Байтурсынова за выдающийся вклад в развитие системы образования и науки Казахстана и за выдающийся труд в подготовке высококвалифицированных специалистов (2023).
- Награжден нагрудным знаком "Ана тілін дамытуға қосқан үлесі үшін" (2024)

1. ↑  Казахский национальный университет